# Жемчужина (озеро)
Жемчу́жина (фин. Heräjärvi) — пресноводное озеро на территории Раздольевского сельского поселения Приозерского района Ленинградской области.

## Физико-географическая характеристика
Площадь озера — 0,8 км². Располагается на высоте 54,3 метров над уровнем моря.
Форма озера продолговатая: оно более чем на один километр вытянуто с северо-запада на юго-восток. Берега каменисто-песчаные, местами заболоченные.
С западной стороны озера вытекает безымянный водоток, впадающий в озеро Нижнее Посадское, из которого вытекает ручей Горюнец, левый приток реки Волчьей, впадающей в озеро Вуокса.
Острова на озере отсутствуют.
С северо-востока к озеру подходит просёлочная дорога.
Населённые пункты вблизи водоёма отсутствуют.
Код объекта в государственном водном реестре — 01040300211102000012257.